# Emmelichthyops
Emmelichthyops is een geslacht van straalvinnige vissen uit de familie van grombaarzen (Haemulidae).